# 片岡鉄哉
片岡 鉄哉 （かたおか てつや、1933年 - 2007年12月26日）は、日本の政治学者、時事評論家。

## 経歴・人物
栃木県生まれ。1955年早稲田大学政治経済学部卒業。シカゴ大学大学院政治学部修士・博士課程を経て、1967年博士号を取得。（Ph.D.、政治学）。シカゴ大ではハンス・モーゲンソー、ハンナ・アーレント、レオ・シュトラウスらに師事。
1969年ニューヨーク州立大学政治学部助教授、1982年筑波大学歴史・人類学系教授、1984年ウッドロー・ウィルソン国際学術センター研究員を歴任。1985年から2001年までスタンフォード大学フーバー研究所研究員を務める。
日米関係・戦後日本政治史を研究対象とし、70年代末より時事評論を始める。日本国憲法、吉田ドクトリンなどに代表されるアメリカによる戦後「永久占領」体制を打破すべきとし、米中の二大国関係のはざまにある日本が、ゴーリスト的な自立国家となるべきことを、英文著作などで主張。そのためには自主憲法の制定と核武装が必要であると説いた。
オピニオン誌などへの寄稿の際は「元スタンフォード大学フーバー研究所研究員」で、英字での発表では「UPI通信社客員論説委員」(UPI Outside View Commentator)の肩書きを使用することが多かった。有料メール配信である「アメリカ通信」を運営し、死の直前まで継続していた。
国際結婚し、娘のドゥルー・カタオカは、音声SNSアプリケーション・Clubhouseの8代目アイコンキャラクターに選出された墨絵画家。

## 著作

### 単著
- Waiting for a "Pearl Harbor": Japan Debates Defense, (Hoover Institution Press, 1981).

『“黒船待ち”の日本――ゴーリズム国家をめざして』（日本教文社, 1982年）
- The Price of a Constitution: the Origin of Japan's Postwar Politics, (Crane Russak, 1991).

『さらば吉田茂――虚構なき戦後政治史』（文藝春秋, 1992年）
- 『日本は「政治大国」になれる――“吉田ドクトリン”からの脱却』（PHP研究所, 1992年）
- 『退場するアメリカ――新・孤立主義と日本の危機』（PHP研究所, 1995年）
- The Truth About the Japanese "Threat": Misperceptions of the Sam Huntington Thesis , (Hoover Institution Press, 1995).
- China's Transitions to Markets, (Hoover Institution Press, 1995).
- 『日本永久占領――日米関係、隠された真実』（講談社+α文庫, 1999年）、「さらば吉田茂」を増訂
- 『核武装なき「改憲」は国を滅ぼす』（ビジネス社, 2006年）

### 共著
- Defending an Economic Superpower: Reassessing the U.S.-Japan Security Alliance, with  Ramon H. Myers, (Westview Press, 1989).

### 編著
- Creating Single-Party Democracy: Japan's Postwar Political System, (Hoover Institution Press, 1992).